# Plateresco

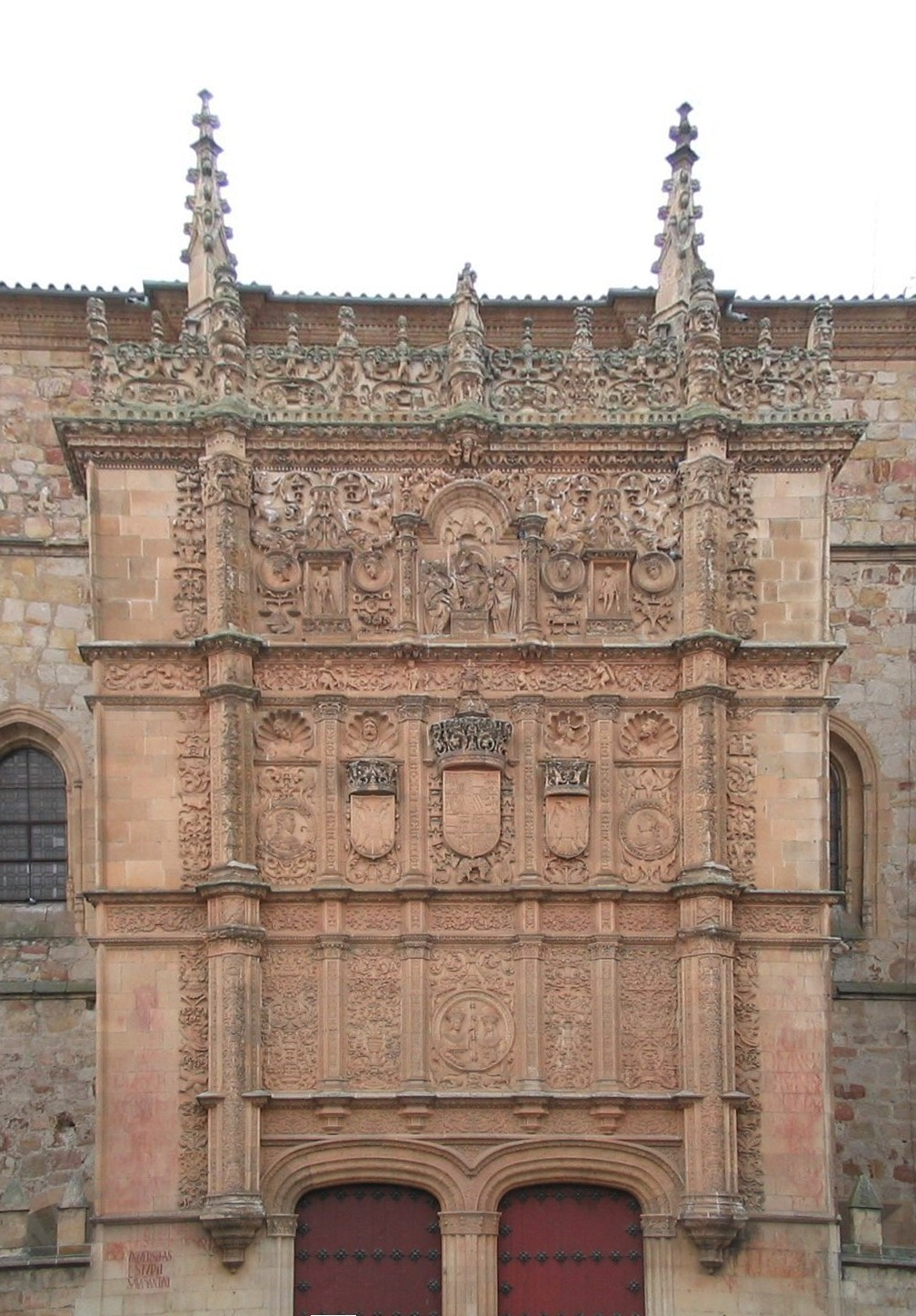
Fachada da Universidade de Salamanca

Plateresco, também chamado de Gótico Plateresco, Protorenaciano, Estilo Isabel, Estilo dos Reis Católicos (estes dois últimos em referência à sua primeira fase) e Estilo Príncipe Filipe (referindo-se à sua fase renascentista), é um estilo artístico, especialmente arquitetónico, que se desenvolveu na Espanha e seus territórios no século XVI, caracterizado pela fusão de elementos gótico, mudéjar e renascentista e pela elaboração e minúcia das suas obras. Surgiu entre o último gótico e o Recente, já no final do século XV, difundindo-se durante os dois séculos seguintes.
O plateresco é uma fusão dos componentes do mudéjar e do gótico flamejante: inclusão de escudos e pináculos ou fachadas divididas em três corpos. Porém, incorpora também elementos renascentistas, como as colunas e alguns elementos decorativos.
Resulta de uma modificação do espaço gótico e de uma fusão eclética de componentes decorativas Mudéjar, Gótico flamejante e Arquitetura Românica Lombardia, bem como de elementos do início do Renascimento de origem Toscana.
São exemplos a inclusão de escudos e pináculos, as fachadas divididas em três secções (enquanto as renascentistas estão divididas em duas) e as colunas da tradição renascentista. Atingiu a sua expressão máxima durante o reinado de Carlos I, especialmente em Salamanca, embora também tenha florescido notavelmente noutras cidades da Península Ibérica como Leão e Burgos e no território da Nova Espanha que é hoje o México. Por vezes considerado um movimento renascentista e outras vezes um estilo próprio, por vezes é chamado de Protorrenacenza e Primeiro Renascimento como uma rejeição de o considerar um estilo em si mesmo. Na Galiza destaca-se o Hospital Real de Santiago de Compostela, na Praça do Obradoiro, hoje Hospital dos Reis Católicos.
O estilo caracteriza-se por uma prolífica decoração que reveste as fachadas com elementos vegetalistas, candelabros, festões, criaturas fantásticas e todo o tipo de figurações. A configuração espacial, no entanto, seguia mais claramente uma referência gótica. Esta fixação em partes específicas, sem modificações estruturais em relação ao gótico e pouco espacial, faz com que seja frequentemente classificada como uma variação e não como um estilo. Bendala Galán, Manuel; Manual del arte español, p. 416. Ed. Sílex Ediciones (2003). ISBN 978-84-7737-099-4.</ref> Na Nova Espanha o plateresco adquiriu a sua própria configuração, aderindo fortemente à sua herança mudéjar e misturando-se com influências indígenas. 
No século XIX, com o impulso dos historicismos, a arquitetura plateresca foi revivida sob os nomes de estilo Monterrey e estilo espanhol.
Caracteriza-se por fachadas fortemente ornamentadas, ricas em detalhes que remetem a obras de ourivesaria, daí o seu nome, derivado do espanhol platero (ourives).
Algumas das construções representativas do estilo plateresco são:
- O Hospital dos Reis Católicos, obra-prima do plateresco, em Santiago de Compostela
- A fachada da basílica de Santa Maria Maior, em Pontevedra
- A fachada da Universidade de Salamanca
- A fachada da Universidade de Alcalá de Henares
- A Casa das Conchas de Salamanca
- A Hospedaria de San Marcos de León
- A junta de Sevilha
- A Porta da Pellejería da Catedral de Burgos
- O Hospital del Rey de Burgos
- A parte posterior do coro e a antecripta da Catedral de Palência
- A Universidade de Oñate